# Чемпионат мира по футболу среди молодёжных команд 1995
10-й Чемпионат мира ФИФА среди молодёжи (англ. 1995 FIFA World Youth Championship) — проходил с 13 по 28 апреля 1995 года в Катаре. Матчи проходили в городе Доха. В турнире приняли участие 16 молодёжных сборных, сыгравших 32 игры. Матчи турнира посетило 455 000 зрителей (в среднем 14 219 за игру). Чемпионат второй раз в своей истории выиграла сборная Аргентины. Лучшим игроком турнира был признан форвард сборной Бразилии Кайо.

## Квалификация
В финальную часть чемпионата мира вышли 15 команд по итогам континентальных чемпионатов и хозяева турнира сборная Катара.
| Конфедерация | Отборочный турнир                                               | Сборные                                       |
| ------------ | --------------------------------------------------------------- | --------------------------------------------- |
| АФК          | Страна-организатор                                              | Катар                                         |
| АФК          | Чемпионат Азии по футболу 1994 (юноши до 19 лет)                | Япония Сирия                                  |
| КАФ          | Чемпионат Африки по футболу среди молодёжных команд 1995        | Бурунди1 Камерун                              |
| КОНКАКАФ     | Чемпионат КОНКАКАФ среди молодёжных команд 1994                 | Коста-Рика Гондурас                           |
| КОНМЕБОЛ     | Чемпионат Южной Америки по футболу среди молодёжных команд 1995 | Аргентина Бразилия Чили                       |
| ОФК          | Чемпионат Океании по футболу среди молодёжных команд 1994       | Австралия                                     |
| УЕФА         | Чемпионат Европы по футболу 1994 (юноши до 18 лет)              | Германия Нидерланды Португалия Россия Испания |

1.↑ Дебютанты чемпионата мира.

## Групповой этап

### Группа A
| Команды  | И | В | Н | П | ГЗ | ГП | ГР | О |
| -------- | - | - | - | - | -- | -- | -- | - |
| Бразилия | 3 | 2 | 1 | 0 | 8  | 0  | +8 | 7 |
| Россия   | 3 | 1 | 2 | 0 | 3  | 1  | +2 | 5 |
| Сирия    | 3 | 1 | 0 | 2 | 1  | 8  | -7 | 3 |
| Катар    | 3 | 0 | 1 | 2 | 1  | 4  | -3 | 1 |

| Катар                  | 1:1 | Россия           |
| ---------------------- | --- | ---------------- |
| Мохаммед аль-Энази 54′ |     | Сергей Семак 52′ |

| Сирия | 0:6 | Бразилия                                                                      |
| ----- | --- | ----------------------------------------------------------------------------- |
|       |     | Рейналдо Роза 12′ (пен.), 25′, 70′ · Элдер Кампос 67′ · Кайо 73′ · Мурило 85′ |

| Катар | 0:1 | Сирия          |
| ----- | --- | -------------- |
|       |     | Нихад Буши 52′ |

| Россия | 0:0 | Бразилия |
| ------ | --- | -------- |
|        |     |          |

| Катар | 0:2 | Бразилия                    |
| ----- | --- | --------------------------- |
|       |     | Кайо 50′ · Элдер Кампос 61′ |

| Россия                                    | 2:0 | Сирия |
| ----------------------------------------- | --- | ----- |
| Евгений Чумаченко 1′ · Сергей Лысенко 90′ |     |       |

### Группа B
| Команды | И | В | Н | П | ГЗ | ГП | ГР | О |
| ------- | - | - | - | - | -- | -- | -- | - |
| Испания | 3 | 3 | 0 | 0 | 13 | 5  | +8 | 9 |
| Япония  | 3 | 1 | 1 | 1 | 5  | 4  | +1 | 4 |
| Чили    | 3 | 0 | 2 | 1 | 6  | 9  | -3 | 2 |
| Бурунди | 3 | 0 | 1 | 2 | 2  | 8  | -6 | 1 |

| Бурунди              | 1:5 | Испания                                                                 |
| -------------------- | --- | ----------------------------------------------------------------------- |
| Фреди Ндаишимите 82′ |     | Мартинес 26′ · Рауль 36′ · Рожер 40′ (пен.) · Хосеба Эчеберриа 72′, 86′ |

| Чили                               | 2:2 | Япония                               |
| ---------------------------------- | --- | ------------------------------------ |
| Себастьян Розентал 11′ (пен.), 67′ |     | Сусуму Оки 47′ · Хидэтоси Наката 87′ |

| Бурунди             | 1:1 | Чили                   |
| ------------------- | --- | ---------------------- |
| Блаис Бутунунгу 83′ |     | Себастьян Розентал 14′ |

| Испания              | 2:1 | Япония              |
| -------------------- | --- | ------------------- |
| Рожер 8′ · Рауль 83′ |     | Хидэтоси Наката 69′ |

| Бурунди | 0:2 | Япония                                         |
| ------- | --- | ---------------------------------------------- |
|         |     | Сутаро Ясунага 10′ · Нобухиса Ямада 17′ (пен.) |

| Испания                                                                                | 6:3 | Чили                                                      |
| -------------------------------------------------------------------------------------- | --- | --------------------------------------------------------- |
| Хосеба Эчеберриа 9′, 13′ · Рауль Очоа 20′, 61′ · Сальгадо 47′ · Де ла Пенья 80′ (пен.) |     | Себастьян Розентал 52′ · Данте Поли 77′ · Франк Лобос 83′ |

### Группа C
| Команды    | И | В | Н | П | ГЗ | ГП | ГР | О |
| ---------- | - | - | - | - | -- | -- | -- | - |
| Португалия | 3 | 3 | 0 | 0 | 7  | 2  | +5 | 9 |
| Аргентина  | 3 | 2 | 0 | 1 | 5  | 3  | +2 | 6 |
| Нидерланды | 3 | 1 | 0 | 2 | 7  | 5  | +2 | 3 |
| Гондурас   | 3 | 0 | 0 | 3 | 5  | 14 | -9 | 0 |

| Нидерланды | 0:1 | Аргентина          |
| ---------- | --- | ------------------ |
|            |     | Андрес Гарроне 90′ |

| Гондурас                             | 2:3 | Португалия                     |
| ------------------------------------ | --- | ------------------------------ |
| Амадо Гевара 26′ · Орвин Кабрера 34′ |     | Нуну Гомеш 18′, 66′ · Дани 53′ |

| Нидерланды                                                                                    | 7:1 | Гондурас                |
| --------------------------------------------------------------------------------------------- | --- | ----------------------- |
| Нордин Вотер 3′, 44′ · Мендел Витзенхаусен 10′, 24′, 77′ · Роб Геринг 67′ · Вилфред Баума 78′ |     | Луис Осегера 48′ (пен.) |

| Аргентина | 0:1 | Португалия |
| --------- | --- | ---------- |
|           |     | Дани 71′   |

| Нидерланды | 0:3 | Португалия                                |
| ---------- | --- | ----------------------------------------- |
|            |     | Бету 9′ (пен.) · Дани 47′ · Агостиньо 70′ |

| Аргентина                                         | 4:2 | Гондурас                            |
| ------------------------------------------------- | --- | ----------------------------------- |
| Ариэль Ибагаса 6′ · Себастьян Пенья 39′, 42′, 72′ |     | Амадо Гевара 48′ · Эдвин Медина 60′ |

### Группа D
| Команды    | И | В | Н | П | ГЗ | ГП | ГР | О |
| ---------- | - | - | - | - | -- | -- | -- | - |
| Камерун    | 3 | 2 | 1 | 0 | 7  | 4  | +3 | 7 |
| Австралия  | 3 | 1 | 1 | 1 | 5  | 4  | +1 | 4 |
| Коста-Рика | 3 | 1 | 0 | 2 | 3  | 6  | -3 | 3 |
| Германия   | 3 | 0 | 2 | 1 | 3  | 4  | -1 | 2 |

| Австралия                                | 2:0 | Коста-Рика |
| ---------------------------------------- | --- | ---------- |
| Марк Видука 51′ · Роберт Энес 74′ (пен.) |     |            |

| Камерун          | 1:1 | Германия               |
| ---------------- | --- | ---------------------- |
| Огюстин Симо 90′ |     | Карстен Хинц 9′ (пен.) |

| Австралия            | 2:3 | Камерун                                        |
| -------------------- | --- | ---------------------------------------------- |
| Марк Видука 11′, 72′ |     | Валери Нтамаг 52′, 90′ · Макдональд Ндьефи 67′ |

| Коста-Рика                                   | 2:1 | Германия     |
| -------------------------------------------- | --- | ------------ |
| Джевисон Беннетт 42′ (пен.) · Хафет Сото 52′ |     | Ян Валле 90′ |

| Австралия       | 1:1 | Германия       |
| --------------- | --- | -------------- |
| Марк Видука 54′ |     | Марсел Рат 23′ |

| Коста-Рика           | 1:3 | Камерун                                      |
| -------------------- | --- | -------------------------------------------- |
| Джевисон Беннетт 30′ |     | Макдональд Ндьефи 26′ · Базиль Эсса 36′, 75′ |

## Плей-офф
|  | Четвертьфиналы | Четвертьфиналы |           |         | Полуфиналы        | Полуфиналы        |  |  | Финал     | Финал |
|  |                |                |           |         |                   |                   |  |  |           |       |
|  | 23 апреля      |                |           |         |                   |                   |  |  |           |       |
|  |                |                |           |         |                   |                   |  |  |           |       |
|  | Бразилия       | 2              |           |         |                   |                   |  |  |           |       |
|  | Бразилия       | 2              | 25 апреля |         |                   |                   |  |  |           |       |
|  | Япония         | 1              |           |         |                   |                   |  |  |           |       |
|  | Япония         | 1              | Бразилия  | 1       |                   |                   |  |  |           |       |
|  | 23 апреля      |                | Бразилия  | 1       |                   |                   |  |  |           |       |
|  |                | Португалия     | 0         |         |                   |                   |  |  |           |       |
|  | Португалия     | Португалия     | 0         | 2       |                   |                   |  |  |           |       |
|  | Португалия     |                | 28 апреля | 2       |                   |                   |  |  |           |       |
|  | Австралия      | 1              |           |         |                   |                   |  |  |           |       |
|  | Австралия      | 1              | Бразилия  | 0       |                   |                   |  |  |           |       |
|  | 23 апреля      |                | Бразилия  | 0       |                   |                   |  |  |           |       |
|  |                | Аргентина      | 2         |         |                   |                   |  |  |           |       |
|  | Испания        | Аргентина      | 2         | 4       |                   |                   |  |  |           |       |
|  | Испания        | 25 апреля      |           | 4       |                   |                   |  |  |           |       |
|  | Россия         | 1              |           |         |                   |                   |  |  |           |       |
|  | Россия         | 1              | Испания   | 0       | Матч за 3-е место | Матч за 3-е место |  |  |           |       |
|  | 23 апреля      |                | Испания   | 0       | Матч за 3-е место | Матч за 3-е место |  |  |           |       |
|  |                | Аргентина      | 3         |         |                   |                   |  |  |           |       |
|  | Камерун        | Аргентина      | 3         | 0       | Португалия        | 3                 |  |  |           |       |
|  | Камерун        |                |           | 0       | Португалия        | 3                 |  |  |           |       |
|  | Аргентина      | 2              |           | Испания | 2                 |                   |  |  |           |       |
|  | Аргентина      | 2              |           |         | 2                 |                   |  |  |           |       |
|  |                |                |           |         |                   |                   |  |  | 28 апреля |       |
|  |                |                |           |         |                   |                   |  |  |           |       |

### Четвертьфиналы
| Бразилия      | 2:1 | Япония          |
| ------------- | --- | --------------- |
| Кайо 26′, 40′ |     | Дайсукэ Оку 15′ |

| Испания                                   | 4:1 | Россия                     |
| ----------------------------------------- | --- | -------------------------- |
| Рауль 3′ · Хосеба Эчеберриа 13′, 21′, 62′ |     | Александр Липко 65′ (пен.) |

| Португалия          | 2:1 (1:1,0:0) (доп. вр.) | Австралия                |
| ------------------- | ------------------------ | ------------------------ |
| Агостиньо 66′, 100′ |                          | Карлос Фелипе 72′ (авт.) |

| Камерун | 0:2 | Аргентина                                  |
| ------- | --- | ------------------------------------------ |
|         |     | Франсиско Герреро 37′ · Вальтер Койетт 49′ |

### Полуфиналы
| Бразилия | 1:0 | Португалия |
| -------- | --- | ---------- |
| Кайо 90′ |     |            |

| Испания | 0:3 | Аргентина                                                      |
| ------- | --- | -------------------------------------------------------------- |
|         |     | Леонардо Бьяджини 21′ · Вальтер Койетт 54′ · Рауль Чапарро 81′ |

### Матч за 3-е место
| Португалия                     | 3:2 | Испания                              |
| ------------------------------ | --- | ------------------------------------ |
| Нуну Гомеш 68′, 82′ · Дани 73′ |     | Мичел Сальгадо 25′ · де ла Пенья 38′ |

### Финал
| Бразилия | 0:2 | Аргентина                                     |
| -------- | --- | --------------------------------------------- |
|          |     | Леонардо Бьяджини 25′ · Франсиско Герреро 89′ |

| Чемпионат мира по футболу среди молодёжных команд 1995 Победитель |
| ----------------------------------------------------------------- |
| Аргентина Второй титул                                            |

## Лучшие бомбардиры
7 мячей
- Хосеба Эчеберриа

5 мячей
- Кайо

4 мяча
- Марк Видука
- Себастьян Розенталь
- Дани
- Нуну Гомеш

3 мяча
- Себастьян Пена
- Рейналдо
- Мендел Витзенхаузен
- Агостиньо
- Рауль